# Oranje zandbij
De oranje zandbij (Andrena marginata) is een vliesvleugelig insect uit de familie Andrenidae. De wetenschappelijke naam van de soort werd gepubliceerd in 1776 door Fabricius.